# ロスチスラフ・ヤロスラヴィチ (スノフスク公)
Женитьба Ростислава Ярославича на Всеславе.png
ロスチスラフ・ヤロスラヴィチ（ロシア語: Ростислав Ярославич、1171年 - 1212年以降）は、チェルニゴフ公ヤロスラフとその妻イリーナとの間の子である。スノフスク公：1181年 - 1203年、ヴィシゴロド公：1212年。聖名イヴァン。
ロスチスラフはルーシの年代記（レートピシ）上において、2回の言及がみられる。1回目は、1203年にチェルニゴフ・オレグ家(ru)の諸公とともにキエフを攻めたという記述であり、2回目は、1212年にムスチスラフによって、兄弟のヤロポルクとともにヴィシゴロドにおいて捕虜となったという記述である。
妻はウラジーミル大公フセヴォロドの娘フセスラヴァであるが、子に関する記述は残されていない。